# Trox cadaverinus
Trox cadaverinus är en skalbaggsart som beskrevs av Johann Karl Wilhelm Illiger 1802. Trox cadaverinus ingår i släktet Trox och familjen knotbaggar. Utöver nominatformen finns också underarten T. c. komareki.